# Dendrocopos syriacus
El pico sirio (Dendrocopos syriacus) es una especie de ave piciforme de la familia Picidae que vive en Europa oriental y Oriente medio.

## Descripción

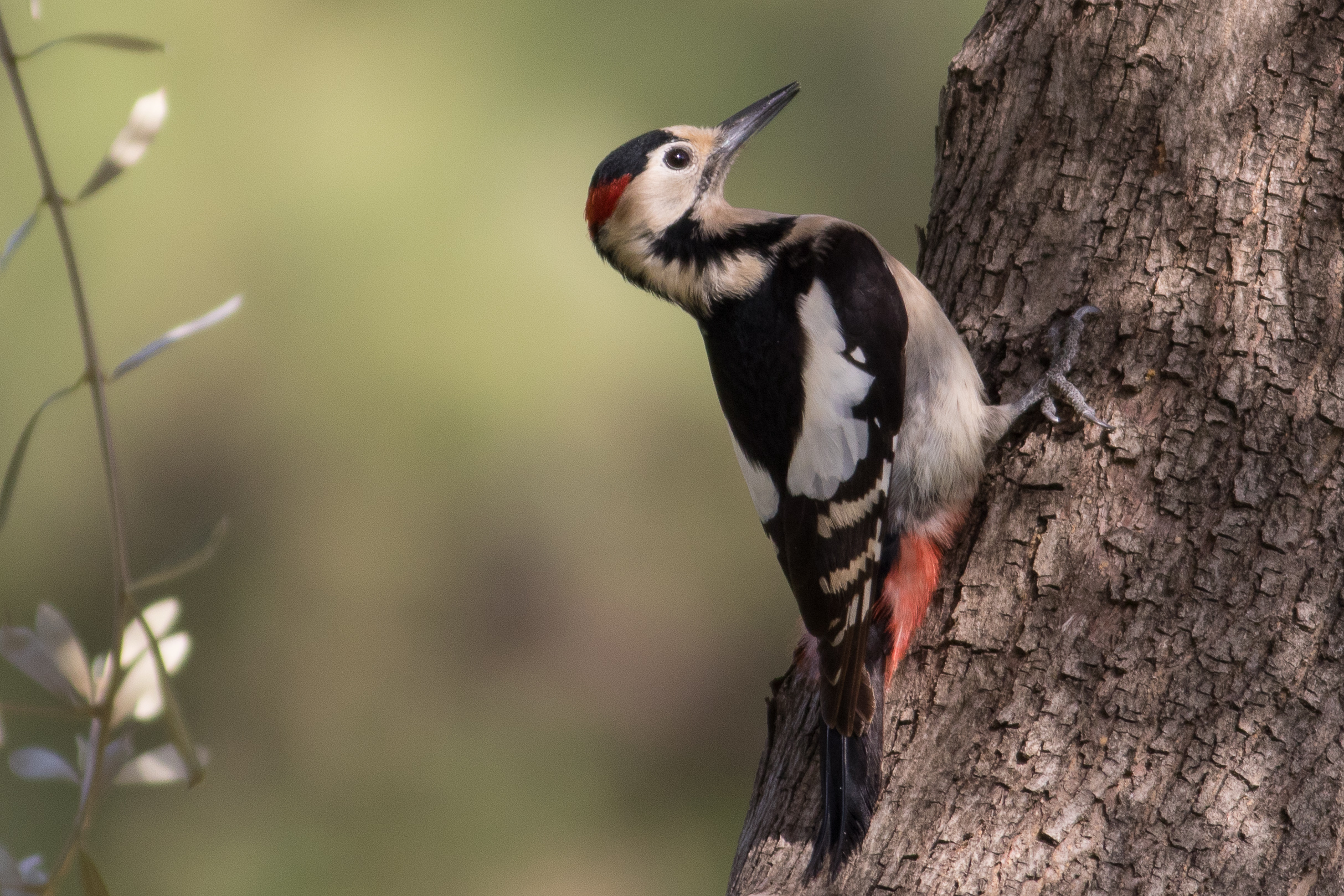

El pico sirio mide entre 23–25 cm de largo. Su aspecto es muy similar al del pico picapinos (Dendrocopos major). Las partes superiores del macho son principalmente negras, con una mancha roja en la nuca y anchas franjas blancas atravesando los laterales del rostro y el cuello. También tiene grandes manchas blancas en las alas que empiezan a la altura del hombro y las plumas de vuelo están listadas en blanco y negro. Las tres plumas exteriores tienen solo algunas motas blancas, y solo se ven cuando su cola rígida está desplegada para ofrecer apoyo mientras trepa. Las partes inferiores son principalmente blanquecinas, aunque el vientre y la parte de la cola son rojizos. Su pico es negruzco y sus patas son de color gris verdoso. Las hembras carecen de la mancha roja de la nuca. Los juveniles tampoco tienen la nuca roja, pero en cambio todo su píleo es rojo. 
Se diferencia del más pequeño pico menor (Picoides minor) en el rojo de su abdomen. Es más difícil diferenciarlo del pico picapinos. El pico sirio tiene el pico más largo, y carece del listado blanco de la cola que tiene el picapinos. Otra diferencia significativa es que el pico sirio no tiene la línea negra que conectando la bigorera a la nuca muestra su pariente más extendido.

## Distribución y hábitat
El pico sirio vive en el este de Europa y el norte de Oriente medio, desde Austria, Croacia y Polonia hasta Irán e Israel. Habita en los bosques abiertos y zonas de cultivo con arboledas y matorral, además de los partes, y depende de los árboles viejos para anidar y alimentarse. A pesar de la coloración de su plumaje suele ser un ave poco llamativa.

## Comportamiento

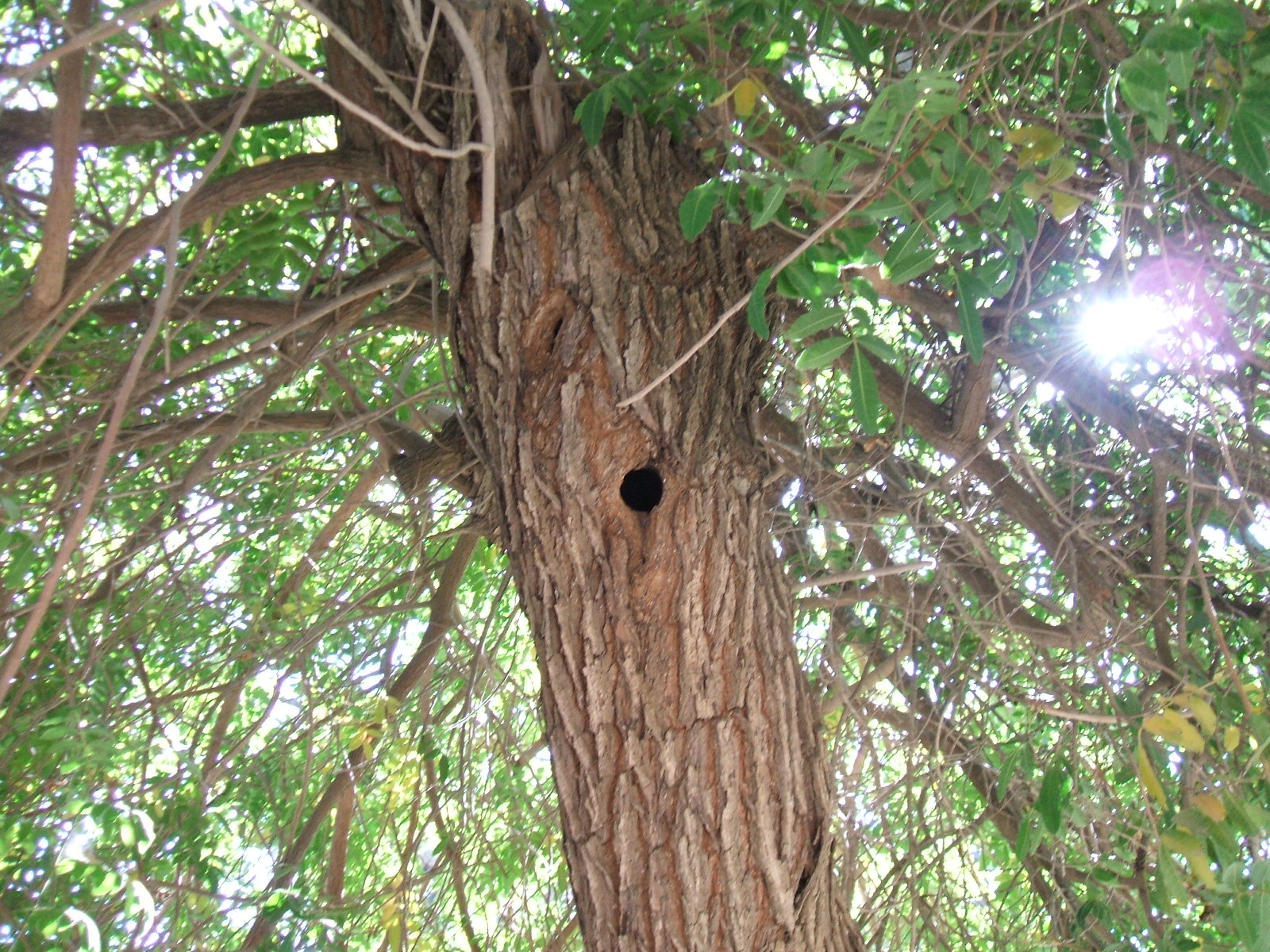
Hueco del nido de un pico sirio en un árbol.

### Comunicación
Cuando está oculto por el follaje la presencia del pico sirio puede detectarse por sus partilleos y repiqueteos producidos por su fuerte pico contra la madera. No solo es una mera llamada de apareamiento o de desafío; además es un signo identificativo de cada sexo. Son audibles desde gran distancia, dependiendo del viento y el estado de la madera; la madera hueca produce sonidos más altos que los troncos vivos. Sus martilleos son más prolongados que los del pico picapinos y van descendiendo de volumen. Son más rápidos y cortos que los del pico dorsiblanco.

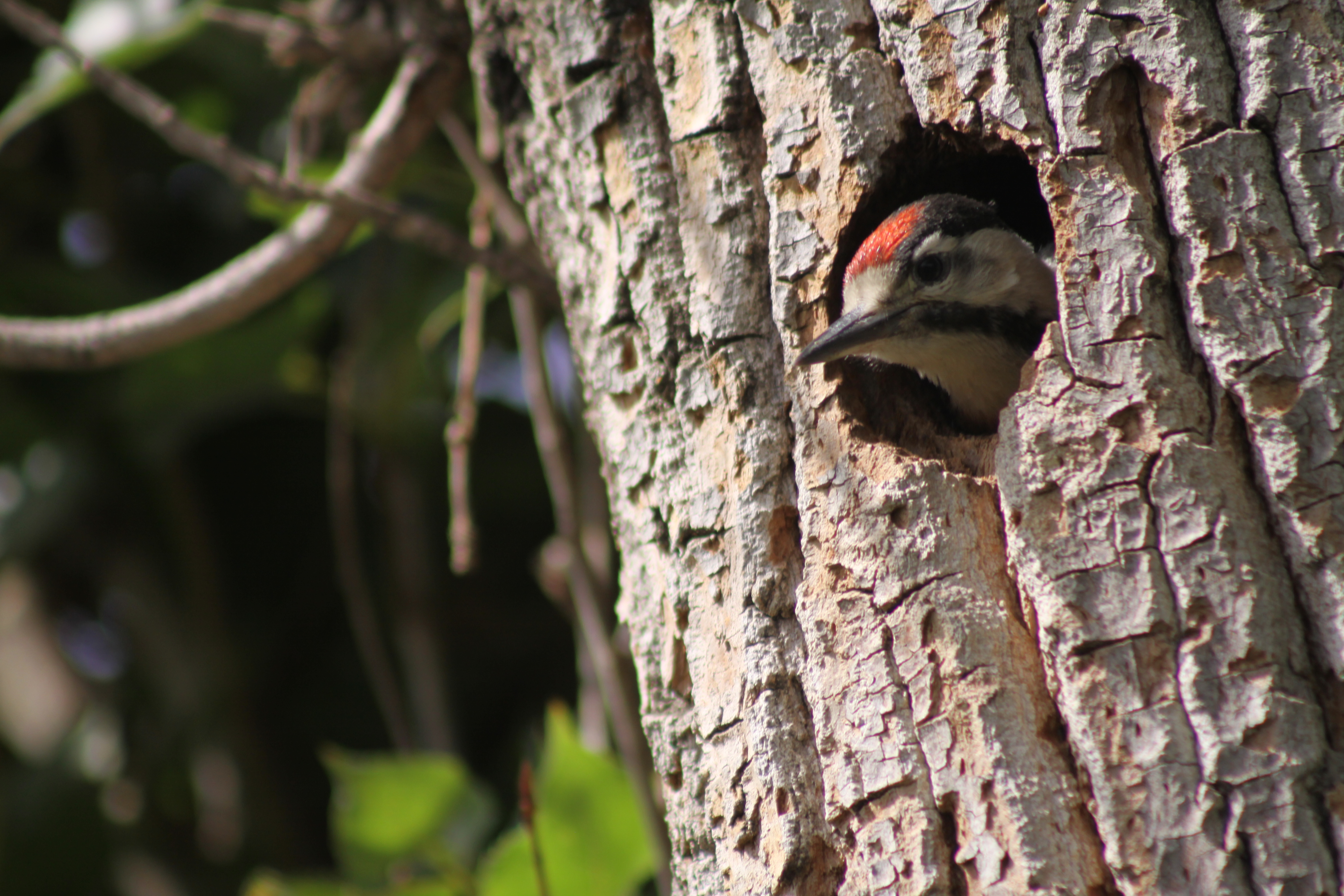
Polluelo desarrollado asomándose por el agujero del nido.

### Alimentación
El pico sirio se alimenta principalmente de insectos; horadan la madera de los árboles, como las larvas de escarabajos y polillas. El pico sirio generalmente se posa en los troncos y se desplaza hacia arriba. Durante su ascenso picotea la corteza, desprendiendo fragmentos, aunque con frecuencia saca a sus presas de las grietas ayudándose de su larga y pegajosa lengua. También se alimenta de semillas y frutos cuando los insectos escasean. 

### Reproducción
Perfora agujeros redondeados de unos 5 cm de diámetro en troncos podridos o de madera blanda. El tramo inicial es horizontal y después se hace vertical. En el fondo abre una pequeña cámara donde se alojarán hasta once huevos blanquecinos sobre virutas de madera. Raramente vuelven a usar el mismo hueco, pero no es infrecuente que perforen otros agujeros en el mismo árbol. Pueden usar cualquier especie de árbol lo suficientemente podrido. Los polluelos se asoman a la salida del nido para que los alimenten los padres, pero cuando se asustan se esconden en el fondo.